# Mentzelia hirsutissima
Mentzelia hirsutissima är en brännreveväxtart som beskrevs av S. Wats. Mentzelia hirsutissima ingår i släktet Mentzelia och familjen brännreveväxter. Inga underarter finns listade i Catalogue of Life.